# سيدي خليفة (ليبيا)
سيدي خليفة ضاحية تقع على بعد 17 كم شمال مدينة بنغازي، ليبيا وتعد ضاحية زراعية وصناعية. كما تعتبر أحد مناطق بلدية بنغازي الـ32.

## سبب التسمية
ترجع التسمية نسبة إلى «الصالح» خليفة بن نجم بن أخريبيش المدفون في مقبرة المنطقة.[بحاجة لمصدر] منطقة سيدي خليفة من بداية عام 2015 شهدت تطور معماري غير مسبوق جراء نزوح معظم سكان بنغازي إليها. مما سبب في ارتفاع أسعار الأراضي والإيجارات وشهدت تحسن ملحوظ في مستوى معيشة أهل المنطقة جراء هذا الأمر. كما شهدت المنطقة شهدت تطور كبير من حيث الاتصالات. على الرغم من عدم وجود تغطية اتصالات لشركة ليبيا للاتصالات والتقنية (LTT) إلا أن هناك بعض الشركات مثل ليبيا تك وسعت من تغطيتها في المنطقة وبأسعار مناسبة للجميع.